# Romhány
Cet article possède des paronymes, voir Romani et Rommani.
Romhány est un village et une commune du comitat de Nógrád en Hongrie.